# Saad Bin Tefla
 (octobre 2012).
Saad Bin Tefla al-Ajmi (en arabe : سعد بن طفلة العجمي), né en 1959 à Koweït (Koweït) est un homme d'affaires et homme politique koweïtien, ministre de l'Information et de la Culture de 1999 à 2000.

## Carrière politique
Saad Bin Tefla a été directeur du Centre d'information du Koweït à Londres, puis rapporteur au parlement koweïtien. De l'été 1999 à l'automne 2000, il a été membre du dixième gouvernement (ar) de Saad al-Abdallah al-Salim al-Sabah en tant que ministre de l'Information et de la Culture.
Sa démission fracassante du gouvernement en octobre 2000 (acceptée en novembre 2000) a été perçue comme une trahison par une partie des milieux progressistes koweïtiens ainsi que par des parlementaires,.

## Parcours professionnel
Saad Bin Tefla est un ancien universitaire, professeur de l'université du Koweït (en) et de l'université de Manchester, et journaliste koweïtien reconverti en homme d'affaires actif dans le secteur des médias. Il a été à la tête du groupe de presse Teshkeel Media Group dont il est à présent simple actionnaire. 
C’est un contributeur du journal arabophone basé à Londres Asharq al-Awsat et collabore à d’autres publications du Golfe.

## Controverses
Saad Bin Tefla est accusé d'avoir été, lors de son passage au gouvernement, responsable de la confirmation de la condamnation à mort d'Alaa Hussein, le Premier ministre de l'éphémère république du Koweït, État fantoche institué par Saddam Hussein lors de son invasion du pays. Selon Alaa Hussein, Saad Bin Tefla lui aurait promis l'amnistie pour le convaincre de rentrer au Koweït, où il était condamné à mort par contumace depuis 1993. Immédiatement après son retour, il a été incarcéré dans le couloir de la mort.
Après l'exécution de Saddam Hussein en 2006, Saad Bin Tefla a déclaré que sa pendaison était un bon moyen de célébrer l'Aïd al-Adha (la plus importante fête du calendrier hégirien). Selon CPlash, cette déclaration « apporté encore plus d'instabilité au Moyen-Orient ». Cette déclaration a également été condamné par certains érudits musulmans, ces derniers la considérant comme contraires aux standards moraux du Coran.
Dans un entretien accordé au New York Times après l'attribution du prix Nobel de la paix 2009, Saad Bin Tefla a dénoncé l'écart entre « les bonnes intentions et les mauvaises actions » du lauréat Barack Obama.